# Ерёминское (Кирилловский район)
Ереминское — деревня в Кирилловском районе Вологодской области.
Входит в состав Ферапонтовского сельского поселения, с точки зрения административно-территориального деления — в Ферапонтовский сельсовет.
Расстояние по автодороге до районного центра Кириллова — 29 км, до центра муниципального образования Ферапонтово — 7 км. Ближайшие населённые пункты — Теряево, Глебовское, Бяковское, Мурганы, Митинское, Емишево.
По переписи 2002 года население — 2 человека.

## Известные уроженцы
- Демидов, Алексей Арсеньевич (род. 1937) — советский военачальник, генерал-полковник.